# Адмиралитетски колегијум
Адмиралитетски колегијум (рус. Адмиралтейств-коллегия) био је централни државни орган одговоран за поморску управу у Руској Империји.
Основао га је Петар Велики 1718. по узору на систем шведских колегијума. На његовом челу се налазио предсједник, непосредно потчињен руском императору. Колегијум је 1802. ушао у састав Поморског министарства, а 1827. реформисан је у законодавно-савјетодавни орган при поморском министру тј. Адмиралитетски савјет.